# Arachnodes vieui
Arachnodes vieui är en skalbaggsart som beskrevs av Renaud Maurice Adrien Paulian 1976. Arachnodes vieui ingår i släktet Arachnodes och familjen bladhorningar. Inga underarter finns listade.